# Региональные выборы в Венесуэле (2017)
Региональные выборы в Венесуэле, на которых избирали губернаторов всех 23 штатов страны, прошли 15 октября 2017 года. Это были девятые в истории страны региональные выборы с 1989 года, когда впервые стали избирать губернаторов штатов.
Явка избирателей составила 61 %. В большинстве штатов (18 из 23) победила правящая Единая социалистическая партия Венесуэлы. В пяти штатах победу одержали кандидаты от оппозиционной коалиции «Круглый стол демократического единства», но победивший в штате Сулия оппозиционер так и не стал губернатором штата, а по результатам повторных выборов губернатором Сулии стал кандидат от правящей партии.
Выборы, проходившие на фоне острого кризиса в стране, сопровождались скандалами как до голосования, так и после него, что вызвало неоднозначную реакцию и внутри Венесуэлы, и у международного сообщества. Венесуэльская оппозиция, представители США, Организации американских государств и Европейского союза поставили под сомнение результаты выборов (или же вовсе не признали их итоги), тогда как лидеры Боливии, Кубы и Никарагуа поздравили власти Венесуэлы с победой.

## До голосования

### Перенос даты выборов

#### 2016 год
Первоначально ожидалось, что голосование пройдёт в декабре 2016 года — через 4 года после предыдущих выборов. Высказывалось предположение, что правящая партия, которая контролировала 20 из 23 губернаторских постов, потерпит сокрушительное поражение на выборах. В июне 2016 года в качестве вероятной предварительной даты проведения выборов неофициально называли 11 декабря, но эта дата не была подтверждена официально. Оппозиционный депутат Эдгар Самбрано заявлял, что для оппозиционной коалиции приоритетным является проведение референдума об отзыве президента Николаса Мадуро, однако оппозиция готова и к двум кампаниям за год.
По заявлению оппозиционной организации Súmate (август 2016 года), Национальный избирательный совет Венесуэлы (НИС) в соответствии с Конституцией Венесуэлы был обязан провести выборы в декабре 2016 года, в то время как перенос выборов и продление полномочий выборных лиц представляли собой нарушение Конституции (у всех 23 губернаторов срок полномочий истекал в январе 2017 года). Тем не менее даже за два месяца до ожидаемого срока Национальный избирательный совет не назначил дату голосования, заявив, что в Совете заняты инициированным оппозицией референдумом об отзыве Мадуро.
18 октября 2016 года председатель Национального избирательного совета Тибисай Лусена объявила, что выборы состоятся не ранее конца первого полугодия 2017 года. Причины переноса не назывались, но из других источников стало известно, что выборы откладываются в связи с «экономической войной со стороны США» и падением цен на нефть. При этом источники, связанные с правительством, сообщали, что подлинной причиной переноса стала непопулярность правящей партии и расчёт на то, что рост цен на нефть сможет поднять её рейтинги. Оппозиционный «Круглый стол демократического единства» раскритиковал решение о переносе выборов.

#### 2017 год
23 мая 2017 года в Национальном избирательном совете объявили, что региональные выборы пройдут 10 декабря того же года, после выборов в Национальную конституционную ассамблею Венесуэлы, назначенных на конец июля. Решение о переносе региональных выборов и созыве Национальной конституционной ассамблеи вызвало критику не только у венесуэльской оппозиции (так, оппозиционный лидер Энрике Каприлес призвал к гражданскому неповиновению), но и, например, у возглавлявшей ранее государственный телевизионный канал Мари Пили Эрнандес, сторонника правящей партии. Перед зданием Национального избирательного совета на следующий день прошла акция протеста.
12 августа второй вице-президент избранной незадолго до этого Национальной конституционной ассамблеи Венесуэлы Исаиас Родригес объявил, что Ассамблея Венесуэлы своим декретом перенесла выборы с декабря на октябрь. Окончательная дата выборов (15 октября) была назначена 12 сентября, всего за месяц до голосования.

### Перенос избирательных участков
Луис Эмилио Рондон (единственный из пяти членов Национального избирательного совета, не связанный с правящей партией) в числе различных нарушений, допущенных Советом, осудил меры, которые, по его мнению, были направлены на уменьшение явки в оппозиционно настроенных районах. Он, в частности, указал на то, что 250 избирательных участков были перенесены менее чем за 72 часа до выборов. В результате этого переноса были затронуты более 700 тысяч избирателей, в первую очередь в штатах Миранда и Мерида (232 тысячи и 129,5 тысяч соответственно). Национальный избирательный совет объяснил, что перенос коснулся тех участков, где во время выборов в Национальную конституционную ассамблею произошли противоправные действия, но оппозиция заподозрила стремление ввести избирателей в замешательство и воспрепятствовать их участию в голосовании. При этом некоторые участки в местах проживания среднего класса были перемещены в более бедные районы с высоким уровнем преступности.
Оппозиционный «Круглый стол демократического единства» осудил перенос участков, сравнил их с технологиями, применяемыми на выборах в Никарагуа (где президентом является Даниэль Ортега, союзник венесуэльского президента Николаса Мадуро), и потребовал выдворить из Венесуэлы никарагуанских советников, обвинив Ортегу и его жену Росарио Мурильо в содействии организации подтасовок на выборах. Кроме того, оппозиция призвала Организацию американских государств и правительства региона потребовать от Никарагуа прекратить вмешательство во внутренние дела Венесуэлы. Координатор оппозиции по выборам Лилиана Эрнандес заявила, что перенос участков является нарушением закона о выборах, а оппозиционный мэр муниципалитета Барута Херардо Блайд сказал, что такой мерой Национальный избирательный совет нарушает избирательные права венесуэльцев и провоцирует хаос в день выборов.

### Внутренние выборы
10 сентября оппозиционная коалиция «Круглый стол демократического единства» провела внутрипартийные выборы кандидатов на губернаторские посты. Национальный избирательный совет запретил «Круглому столу» выдвигать своих кандидатов в семи штатах из 23 (Апуре, Арагуа, Боливар, Карабобо, Монагас, Сулия, Трухильо), при этом у отдельных партий, входящих в коалицию и допущенных к выборам, сохранялась возможность выдвинуть кандидатов во всех штатах. Эксперт по выборам Эухенио Мартинес связал данный запрет с обвинениями в фальсификациях подписей за проведение референдума об отзыве Николаса Мадуро с поста президента в этих штатах годом ранее. Кроме того, многие оппозиционные политики (в их число вошли губернаторы Энрике Каприлес и Либорио Гуарулья, депутаты Национальной ассамблеи Венесуэлы, мэры, бывшие губернаторы, а также один из оппозиционных лидеров Леопольдо Лопес, ранее приговорённый к длительному тюремному заключению и находившийся с лета 2017 года под домашним арестом) не могли участвовать в выборах из-за ранее наложенных запретов.
В большинстве штатов, где прошли внутренние выборы, победу одержали представители партии «Демократическое действие» (10 кандидатов из 19); представители партии «За справедливость» победили в пяти штатах, по одному штату выиграли партии «Последовательное развитие» (кандидат — губернатор штата Лара Энри Фалькон), «Радикальное дело», «Народная воля» и КОПЕЙ. В четырёх штатах коалиция не проводила праймериз, поскольку был достигнут консенсус по выдвигаемым кандидатурам (два штата получило «Демократическое действие», по одному — «Народная воля» и «За справедливость»). Партии «Новое время», «Прогрессивное движение Венесуэлы» и «Конвергенция» также приняли участие во внутренних выборах, но не победили ни в одном штате.
В некоторых штатах имели место внутренние конфликты на праймериз, включая обвинения в мошенничестве и акты насилия.

Национальный избирательный совет отказался убирать из бюллетеней кандидатов, которые проиграли на внутренних выборах оппозиционной коалиции, мотивируя это тем, что срок подачи заявлений о снятии кандидатур истёк.

### Социологические опросы

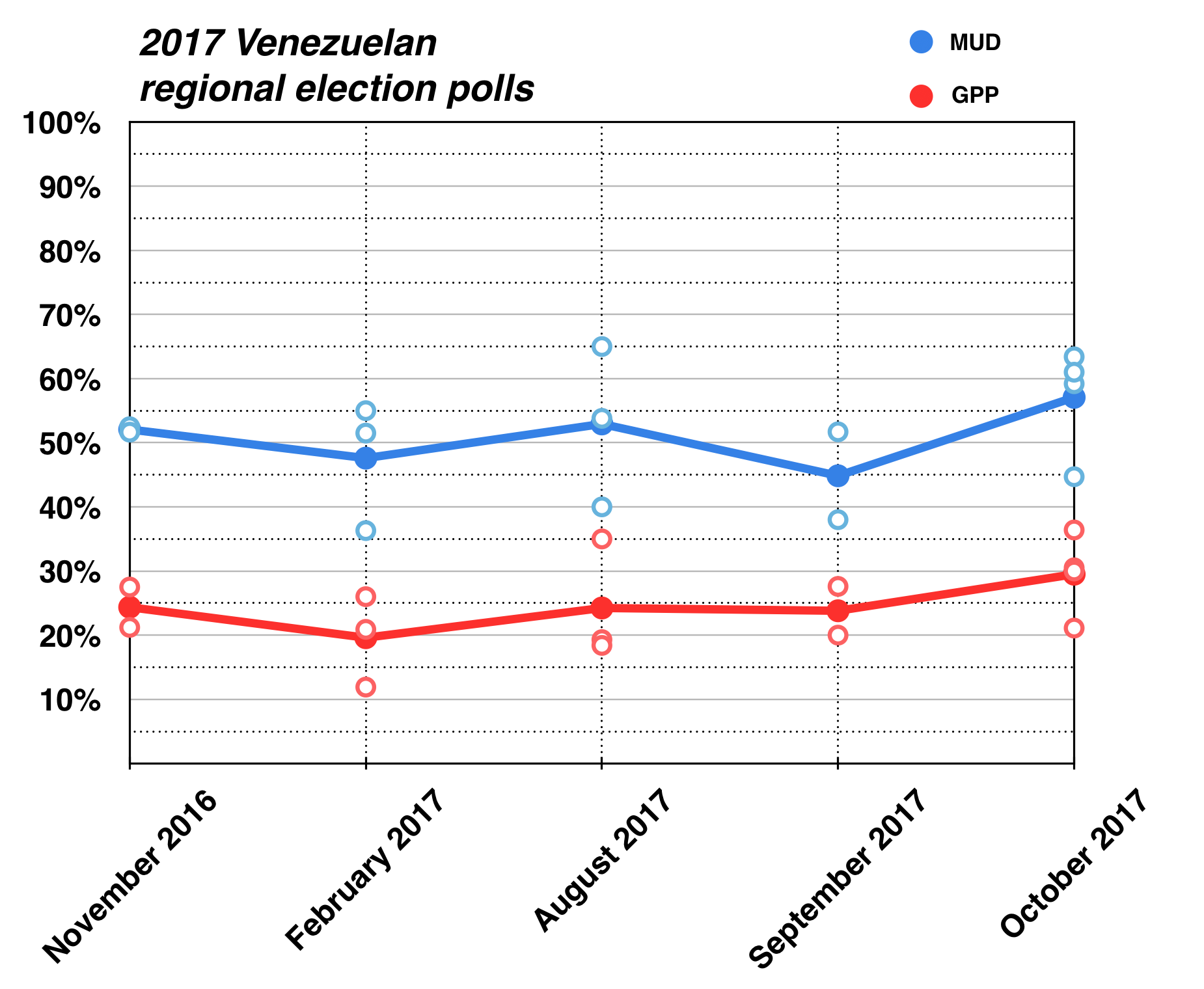
Голубая линия соответствует рейтингу оппозиционной коалиции «Круглый стол демократического единства». Красная линия соответствует рейтингу правящему альянсу «Большой патриотический полюс» во главе с Единой социалистической партией Венесуэлы. Незакрашенные точки соответствуют результатам отдельных опросов, представленных в таблице ниже.

| Дата проведения            | Организация        | Размер выборки | MUD     | PSUV    | Н/о     | Отрыв   |
| -------------------------- | ------------------ | -------------- | ------- | ------- | ------- | ------- |
| август 2016                | Datincorp          | 1199           | 47 %    | 20 %    | 31 %    | 27 %    |
| 12—24 ноября 2016          | Venebarometro      | 1200           | 52,5 %  | 27,5 %  | 6,5 %   | 25 %    |
| 15—30 ноября 2016          | Hercon             | 1200           | 51,65 % | 21,21 % | 11,03 % | 30,44 % |
| 20 января — 6 февраля 2017 | Hercon             | 1200           | 51,5 %  | 20,9 %  | 12,5 %  | 30,6 %  |
| 28 января — 8 февраля 2017 | Venebarometro      | 1200           | 55 %    | 26 %    | 19 %    | 29 %    |
| 15—30 апреля 2017          | Hercon             | 1200           | 65,5 %  | 17,2 %  | 11,1 %  | 48,3 %  |
| август 2017                | Delphos            | -              | 65 %    | 35 %    | -       | 30 %    |
| 1—5 августа 2017           | Hercon             | 1000           | 40 %    | 18,4 %  | 5,2 %   | 21,6 %  |
| 20—29 августа 2017         | Hercon             | 1200           | 53,8 %  | 19,3 %  | 5,3 %   | 34,5 %  |
| сентябрь 2017              | Delphos            | -              | 38 %    | 20 %    | 23 %    | 18 %    |
| 1—20 сентября 2017         | Venebarometro      | 1500           | 51,7 %  | 27,6 %  | 20,7 %  | 24,1 %  |
| октябрь 2017               | Datanálisis        | -              | 44,7 %  | 21,1 %  | -       | 23,6 %  |
| октябрь 2017               | Ecoanalítica       | -              | 63,4 %  | 36,4 %  | -       | 27,0 %  |
| октябрь 2017               | Poder y Estrategia | -              | 61 %    | 30 %    | 2 %     | 31 %    |
| октябрь 2017               | Hercon             | 1000           | 59,2 %  | 30,5 %  | 8,3 %   | 28,7 %  |

### Прочие аспекты избирательной кампании
Независимый член Национального избирательного совета Луис Эмилио Рондон обвинил государственную телевизионную сеть Venezolana de Televisión в агитации в поддержку кандидатов от правящей партии в день, когда это было запрещено законом.
Координатор оппозиции Лилиана Эрнандес осудила тот факт, что Национальный избирательный совет ограничил аккредитацию международных наблюдателей и отказал в аккредитации венесуэльской организации по наблюдению за выборами Observatorio Electoral Venezolano.

## Голосование
Организация Observatorio Electoral Venezolano заявила, что нарушения в ходе выборов имели место, но они скорее являлись отдельными инцидентами, чем общей тенденцией; в то же время она отметила отсутствие наблюдателей на избирательных участках, устаревшую информацию о местоположении перенесённых избирательных участков на сайте Национального избирательного совета и нападение на кандидата в губернаторы штата Миранда Карлоса Окариса.
Были зафиксированы случаи, когда члены избирательных комиссий и военнослужащие, охранявшие участки для голосования по плану «Республика», запрещали СМИ освещать голосование, не допускали на участки наблюдателей и членов комиссии. В городах Лос-Текес и Сан-Антонио-де-Лос-Альтос избирательные участки открылись с опозданием из-за отсутствия членов комиссий. В некоторых избирательных участках, где члены комиссии не пришли, их заменили случайные лица — например, люди, стоявшие в очереди для голосования, или наблюдатели. Председатель Федерации студенческих центров университета Симона Боливара Даниэль Асканио заявил, что члены проправительственных военизированных организаций колективос взяли под контроль самый большой избирательный участок Гуаренаса и мешали людям голосовать. По данным Observatorio Electoral Venezolano, в Пало-Верде (Каракас) избирателей просили пройти через «красные точки» правящей Единой социалистической партии Венесуэлы для сверки документов.
По состоянию на 10 часов утра по венесуэльскому времени оппозиция зарегистрировала более 620 нарушений, но заявила, что их доля невысока и они устранялись на местах. Министр обороны Венесуэлы Владимир Падрино Лопес передал в Национальный избирательный совет сообщения о 26 предполагаемых нарушениях на выборах. Альфредо Ромеро, директор неправительственной правозащитной организации Foro Penal, сообщил о 15 задержаниях в связи с этим, в том числе за фотографирование избирательного бюллетеня; вскоре большая часть задержанных была отпущена.
По решению Национального избирательного совета, в отличие от предыдущих выборов, тех, кто проголосовал, не помечали несмываемыми избирательными чернилами. На некоторых участках перебои с электричеством и проблемы с машинами для голосования привели к длинным очередям.
В нескольких городах около избирательных участков произошли инциденты с участием колективос. Так, на нескольких участках Каракаса они, находясь на участках для голосования, играли на корнете и выкрикивали «Да здравствует Чавес!». По словам Эдуардо Вале, оппозиционного члена муниципалитета города Маракайбо, колективос забросали один из участков «коктейлями Молотова». Сообщалось об агитации проправительственных мотоциклистов в день голосования за кандидата от Единой социалистической партии Венесуэлы Эктора Родригеса в городе Сукре штата Миранда. Были сообщения о нападениях колективос на журналистов в штате Трухильо и в муниципалитете Сан-Франсиско штата Сулия. В то же время аргентинский журналист телеканала Telesur Педро Брехьер заявил, что он и его коллеги не заметили нарушений в штате Сулия и что его коллеги по всей стране тоже не видели нарушений.

## После голосования

### Результаты

#### Предварительные итоги
По заявлению председателя Национального избирательного совета Тибисай Лусены, сделанному через несколько часов после завершения голосования, правящая Единая социалистическая партия Венесуэлы одержала победу в 17 штатах (в том числе в Амасонасе, Ларе и Миранде, которые на тот момент были под руководством оппозиции), тогда как оппозиция победила в 5 штатах (Ансоатеги, Мерида, Нуэва-Эспарта, Сулия, Тачира; все они до этого управлялись ЕСПВ), а в штате Боливар продолжался подсчёт голосов. На выборах потерпели поражение действующие губернаторы штатов Лара (Энри Фалькон, от партии «Последовательное развитие», поддержанный оппозиционной коалицией «Круглый стол демократического единства»), Нуэва-Эспарта (Карлос Мата Фигероа), Сулия (Франсиско Ариас Карденас) и Тачира (Хосе Виельма Мора; последние трое от Единой социалистической партии Венесуэлы). Явка составила 61,14 %.

#### Окончательные официальные результаты
Результаты приведены по данным Национального избирательного совета. Красным фоном подсвечены победившие кандидаты от ЕСПВ; синим фоном подсвечены победившие кандидаты от оппозиционной коалиции.
| Штат           | Кандидат от СGPP / PSUV  | %       | Кандидат от MUD        | %       |
| -------------- | ------------------------ | ------- | ---------------------- | ------- |
| Амасонас       | Мигель Родригес          | 60,09 % | Бернабе Гутьеррес      | 31,08 % |
| Ансоатеги      | Аристобуло Истурис       | 47,06 % | Антонио Баррето Сира   | 51,69 % |
| Апуре          | Рамон Каррисалес         | 52,13 % | Хосе Монтилья          | 31,79 % |
| Арагуа         | Родольфо Марко Торрес    | 57,02 % | Исмаэль Гарсиа         | 39,43 % |
| Баринас        | Архенис Чавес            | 53,11 % | Фредди Суперлано       | 44,14 % |
| Боливар        | Хусто Ногера Пьетри      | 49,09 % | Андрес Веласкес        | 48,83 % |
| Варгас         | Хорхе Гарсиа Карнейро    | 52,98 % | Хосе Мануэль Оливарес  | 45,57 % |
| Гуарико        | Хосе Мануэль Васкес      | 61,77 % | Педро Лорето           | 37,29 % |
| Дельта-Амакуро | Лисета Эрнандес          | 60,24 % | Ларисса Гонсалес       | 38,14 % |
| Карабобо       | Рафаэль Лакава           | 52,75 % | Алехандро Фео Ла Крус  | 45,62 % |
| Кохедес        | Марго Годой              | 55,68 % | Альберто Галиндес      | 42,71 % |
| Лара           | Кармен Мелендес          | 58,33 % | Энри Фалькон           | 40,27 % |
| Мерида         | Джеисон Гусман           | 46,54 % | Рамон Гевара           | 50,82 % |
| Миранда        | Эктор Родригес           | 52,78 % | Карлос Окарис          | 45,67 % |
| Монагас        | Елице Сантаэлья          | 54,07 % | Гильермо Калл          | 43,83 % |
| Нуэва-Эспарта  | Карлос Мата Фигероа      | 47,40 % | Альфредо Диас          | 51,87 % |
| Португеса      | Рафаэль Кальес           | 64,51 % | Мария Беатрис Мартинес | 32,94 % |
| Сукре          | Эдвин Рохас              | 59,79 % | Алькала, Роберт        | 38,86 % |
| Сулия          | Франсиско Ариас Карденас | 47,38 % | Хуан Пабло Гуанипа     | 51,35 % |
| Тачира         | Хосе Виельма Мора        | 35,41 % | Лайди Гомес            | 63,27 % |
| Трухильо       | Энри Ранхель Сильва      | 59,75 % | Карлос Гонсалес        | 37,74 % |
| Фалькон        | Виктор Кларк             | 52,44 % | Элиэсер Сирит          | 43,93 % |
| Яракуй         | Хулио Леон Эредиа        | 62,13 % | Луис Парра             | 35,56 % |

#### Избранные губернаторы
|  | Губернатор            | Штат          | Партия                                   |
|  | --------------------- | ------------- | ---------------------------------------- |
|  | Рамон Каррисалес      | Апуре         | Единая социалистическая партия Венесуэлы |
|  | Родольфо Марко Торрес | Арагуа        | Единая социалистическая партия Венесуэлы |
|  | Рафаэль Лакава        | Карабобо      | Единая социалистическая партия Венесуэлы |
|  | Кармен Мелендес       | Лара          | Единая социалистическая партия Венесуэлы |
|  | Рамон Гевара          | Мерида        | «Круглый стол демократического единства» |
|  | Эктор Родригес Кастро | Миранда       | Единая социалистическая партия Венесуэлы |
|  | Альфредо Диас         | Нуэва-Эспарта | «Круглый стол демократического единства» |
|  | Хуан Пабло Гуанипа    | Сулия         | «Круглый стол демократического единства» |
|  | Виктор Кларк          | Фалькон       | Единая социалистическая партия Венесуэлы |

### Штат Боливар
Боливар стал единственным штатом, где победитель не был объявлен на следующий день после голосования. Во время затянувшегося подсчёта голосов несколько сотен сторонников оппозиции провели акцию протеста перед зданием избирательного совета Боливара. По словам очевидца, протестующих разогнала с использованием слезоточивого газа Национальная гвардия Венесуэлы.
По окончательным данным, победил представитель Единой социалистической партии Венесуэлы Хусто Ногера, а разрыв между ним и кандидатом от оппозиции Андресом Веласкесом составил около полутора тысяч голосов (0,26 %). Однако до этого на официальном сайте Национального избирательного совета появилось, а спустя несколько часов было удалено сообщение о победе Веласкеса. Сам Веласкес заявил, что по итогам подсчёта 100 % голосов победил он с результатом 50,42 % против 49,58 % у Ногеры и разницей в четыре с лишним тысячи голосов. 18 октября оппозиционер назвал победу Ногеры мошенничеством, а также заявил об отсутствующих и аннулированных актах с избирательных участков, которые позволили бы объявить о победе Веласкеса. В тот же день депутат Энрике Маркес сравнил протоколы и официальные результаты Национального избирательного совета на различных участках, заявив о приписках в пользу Ногеры.
Выражалось мнение, что поражению оппозиционера в этом случае поспособствовал тот факт, что проигравшие на праймериз оппозиции кандидаты остались в бюллетенях (см. выше); в Боливаре такой кандидат занял третье место, а полученное им количество голосов превысило разницу между кандидатами, занявшими первые два места.

### Штат Миранда
Кандидат от оппозиции Карлос Окарис сказал, что не признаёт губернатором Миранды представителя Единой социалистической партии Венесуэлы Эктора Родригеса. Окарис заявил, что на 403 участках из 1118 была нарушена связь с наблюдателями из-за отключения телефонных линий. Он добавил, что его команда внимательно изучает все протоколы, но «дело не только в протоколах, потому что наших наблюдателей вывели силой со многих участков». Кроме того, Окарис раскритиковал перенос участков, состоявшийся в последний момент и затронувший более 200 тысяч избирателей штата (см. выше), сообщил об актах насилия по отношению к тем, кто голосовал на перенесённых участках, с целью воспрепятствовать голосованию. Он также раскритиковал отказ от несмываемых чернил, который, по его мнению, позволил голосовать несколько раз, и заявил о несоответствиях между социологическими опросами и официальным результатом.

### Вступление избранных губернаторов в должность. Ситуация в штате Сулия
За несколько дней до выборов президент Николас Мадуро заявил, что участие граждан в голосовании означает их признание Национальной конституционной ассамблеи Венесуэлы, и сказал, что победители должны принять присягу перед Ассамблеей. Он добавил, что ни один избранный губернатор не займёт свой пост без принесения такой присяги. После голосования о необходимости присяги перед Национальной конституционной ассамблеей Венесуэлы для победителей региональных выборов заявила глава Ассамблеи Делси Родригес. Оппозиция, не признавшая законность созыва Ассамблеи, отказалась это делать и заявила, что по Конституции губернаторы должны приносить присягу перед законодательным собранием своего штата. 19 октября все 18 губернаторов, избранных от Единой социалистической партии Венесуэлы, выполнили это требование; пяти оппозиционным победителям выборов пригрозили недопуском к вступлению в должность в случае отказа от требуемой присяги. Однако 24 октября 4 из 5 оппозиционеров (все — члены «Демократического действия»), победившие в штатах Ансоатеги, Мерида, Нуэва-Эспарта и Тачира, согласились принести присягу перед Национальной конституционной ассамблеей. Генеральный секретарь «Демократического действия» Энри Рамос Аллуп объявил об их исключении из партии. Оппозиционная партия «Народная воля» назвала присягу четверых губернаторов предательством и мошенничеством. Энрике Каприлес, один из оппозиционных лидеров и член партии «За справедливость», заявил, что перестанет участвовать в коалиции «Круглый стол демократического единства», если Энри Рамос Аллуп останется в её рядах. Партии «За справедливость» и «Народная воля» призвали полностью переформатировать коалицию.

Пятый оппозиционер, представитель партии «За справедливость» Хуан Пабло Гуанипа, победивший в штате Сулия, так и не согласился выполнить требование о присяге перед Национальной конституционной ассамблеей. После этого Законодательный совет штата Сулия, большинство членов которого принадлежало правящей Единой социалистической партии Венесуэлы, отстранил его от должности. Гуанипа назвал своё смещение покушением на волю народа и охарактеризовал произошедшее как переворот. В штате были назначены новые выборы. Они прошли 10 декабря 2017 года, одновременно с муниципальными выборами. На повторных выборах губернатора Сулии победил кандидат от Единой социалистической партии Венесуэлы Омар Прието, набравший 57,3 % голосов. Второе место занял оппозиционный кандидат Мануэль Росалес (бывший губернатор штата и кандидат в президенты на выборах 2006 года), представитель партии «Новое время».
Тем временем президент Николас Мадуро назначил своих представителей на важные посты в пяти штатах, где победила оппозиция. Так, Франсиско Ариас Карденас, проигравший выборы в штате Сулия оппозиционеру, возглавил правительственную организацию Corpozulia (Корпорация по развитию Сулии), а проигравшие кандидаты от Единой социалистической партии Венесуэлы в штатах Ансоатеги, Мерида, Нуэва-Эспарта и Сулия стали протекторами этих штатов. Кроме того, во всех пяти штатах, где победили оппозиционеры, местная полиция была переподчинена центральным властям, которые назначили новых директоров полиции в этих штатах. Эти действия были восприняты как стремление ослабить победивших оппозиционеров с помощью параллельного финансирования и параллельных полномочий.

## Реакция

### Правительства и международные организации
- Правительства  Аргентины,  Бразилии,  Гватемалы,  Гондураса,  Канады,  Колумбии,  Коста-Рики,  Мексики,  Панамы,  Парагвая,  Перу,  Чили, входящих в группу Лимы, призвали к независимой проверке результатов голосования с участием международных наблюдателей, мотивируя это «различными препятствиями, актами запугивания, манипуляцией и нарушениями, характеризующими выборы»[85]. Позднее группа Лимы призвала пересмотреть избирательную систему Венесуэлы[86].
- Боливия: президент Боливии Эво Моралес заявил: «Поздравляю Венесуэлу с победой демократии над интервенцией и заговором. Люди защитили свой суверенитет, достоинство и природные ресурсы»[57]. Моралес также выразил мнение, что результаты выборов свидетельствуют о поражении главы Организации американских государств Луиса Альмагро[исп.] и президента США Дональда Трампа[87].
- Европейский союз: Верховный представитель Европейского союза по иностранным делам и политике безопасности Федерика Могерини поставила под сомнение результаты выборов и призвала провести соответствующее расследование. Председатель Европейского парламента Антонио Таяни потребовал от 28 министров иностранных дел стран-членов Европейского союза ввести санкции (включая замораживание активов и запрет на въезд в страны ЕС) против членов венесуэльского правительства, президента Николаса Мадуро и его окружения[88].
- Израиль: перед выборами представитель Министерства иностранных дел Израиля Эммануэль Нахшон выпустил заявление, где говорилось, что Израиль требует от правительства Венесуэлы разрешить оппозиции свободно участвовать в борьбе за выборные должности, просит правительство гарантировать свободу и прозрачность региональных выборов и защищать конституционное право граждан на участие в голосовании. Нахшон также добавил, что на выборах должны быть независимые наблюдатели, как из Венесуэлы, так и из других стран[89].
- Испания: Альфонсо Дастис, возглавлявший на тот момент Министерство иностранных дел Испании, попросил прояснить результаты губернаторских выборов в Венесуэле[90].
- Канада: правительство Канады осудило перенос участков для голосования, заявив, что это мешает свободным и честным выборам и даёт преимущество властям[91]. После проведения голосования министр иностранных дел Канады Христя Фриланд выразила озабоченность действиями властей Венесуэлы перед выборами; в тот же день министр иностранных дел Венесуэлы Хорхе Арреаса объявил об отзыве посла Венесуэлы в Канаде Вильмера Баррьентоса[исп.] для консультаций[92].
- Куба: председатель Государственного совета Кубы Рауль Кастро в поздравлении Николасу Мадуро сказал, что Венесуэла преподала миру ещё один урок мира, склонности к демократии, смелости и достоинства. Он добавил, что Уго Чавес и Фидель Кастро гордились бы этой победой и что народ Венесуэлы всегда может рассчитывать на поддержку и солидарность Кубы[57][93].
- Никарагуа: президент Никарагуа Даниэль Ортега поздравил с победой венесуэльский народ, назвав случившееся «героической победой» с учётом «жестоких экономических, политических, коммуникационных и культурных войн», ведущихся, по его мнению, против венесуэльского народа[57][94].
- Организация американских государств: генеральный секретарь ОАГ Луис Альмагро заявил, что организация не признаёт результаты региональных выборов в Венесуэле[95].
- Россия: в Министерстве иностранных дел России отметили спокойную обстановку голосования и высокую явку, осудили реакцию венесуэльской оппозиции и призвали не допускать попытки внешнего вмешательства[96]. Официальный представитель Министерства иностранных дел Мария Захарова заявила, что нет оснований сомневаться в объективности венесуэльского голосования[97] и выразила надежду на стабилизацию обстановки в Венесуэле после выборов. По её мнению, выборы показали, что венесуэльцы устали от насилия[98].
- США:
  - Государственный департамент США заявил, что выборы не были ни свободными, ни честными, и заявил о продолжении экономического и дипломатического давления на правительство президента Николаса Мадуро с целью восстановить демократию в стране. Официальный представитель Госдепартамента Хизер Науэрт выпустила заявление с осуждением «отсутствия свободных и честных выборов вчера в Венесуэле», словами о том, что голос венесуэльского народа не был услышан, и обвинениями Национального избирательного совета в манипуляции выборами[99][100]. Науэрт призвала венесуэльские власти восстановить подлинный демократический процесс, освободить политических заключённых и соблюдать Конституцию страны[101]. Позднее она также осудила требование присяги избранных губернаторов перед Национальной конституционной ассамблеей[102].
  - Представитель США при Организации Объединённых Наций Никки Хейли охарактеризовала региональные выборы в Венесуэле как изначально несвободные и несправедливые, потребовала произвести пересчёт голосов и призвала уважать волю народа Венесуэлы[103].
  - 9 ноября 2017 года Управление по контролю за иностранными активами Министерства финансов США наложило санкции на должностных лиц Венесуэлы — действующих и бывших руководителей Национальной конституционной ассамблеи, руководителей министерств и государственных компаний, членов Национального избирательного совета, обвинив их в принуждении избранных губернаторов к присяге перед Ассамблеей, манипуляциях при проведении региональных выборов, усилении цензуры в Венесуэле и коррупционных действиях. Под санкции попали десять человек, в том числе три члена Национального избирательного совета Венесуэлы (Сокорро Элисабет Эрнандес[исп.], Карлос Кинтеро и заместитель председателя Национального избирательного совета Сандра Облитас[исп.]; санкции введены за перенос избирательных участков незадолго до голосования), 2 представителя руководства Национальной конституционной ассамблеи (Элвис Аморосо[исп.], второй, а ранее первый вице-президент Ассамблеи, и Исаиас Родригес, посол Венесуэлы в Италии, ранее второй вице-президент Ассамблеи; санкции введены за требование присяги для избранных губернаторов перед Ассамблеей), а также Эрнесто Вильегас[исп.] — министр культуры Венесуэлы, ранее министр коммуникации и информации Венесуэлы и президент государственного телевизионного канала Venezolana de Televisión[исп.] (санкции против Вильегаса введены за то, что, по мнению Управления, он использовал государственный контроль над каналом для ограничения демократического избирательного процесса)[104][105].
- Франция: президент Франции Эмманюэль Макрон выразил обеспокоенность в связи с сообщениями о серьёзных нарушениях и отсутствии прозрачности при голосовании. Министерство иностранных дел Франции заявило об осуждении сложившейся ситуации и о работе с другими странами-членами Европейского союза с целью рассмотреть подходящие меры по разрешению кризиса[62].

### Реакция в Венесуэле
- Президент Николас Мадуро в ответ на обвинения в нарушениях сказал, что «избирательный процесс Венесуэлы наиболее проверяемый и безопасный в мире» и что «никто не может совершить нарушение»[106]. Мадуро заявил, что венесуэльские выборы стали жёстким посланием империализму, Дональду Трампу и местным правым[107] и свидетельствуют о поддержке народом правительства Венесуэлы и курса, который задал Уго Чавес[108].
- Единая социалистическая партия Венесуэлы охарактеризовала результаты выборов как грандиозную победу «на Родине Чавеса и Боливара»[109].
- Глава избирательного штаба оппозиционного «Круглого стола демократического единства» Херардо Блайд[исп.] заявил о непризнании результатов, озвученных Национальным избирательным советом, призвал оппозиционных кандидатов организовать уличные акции и охарактеризовал избирательный процесс как «неравный», а избирательную систему как «мошенническую»[110][111]. Коалиция потребовала пересчёта голосов[112] и указала на многочисленные нарушения и проблемы: повреждённые машины для голосования; перенос избирательных участков за несколько дней или часов до голосования; насилие и запугивание в районе избирательных участков; отказ Национального избирательного совета убрать из бюллетеней кандидатов от оппозиции, которые проиграли праймериз, несвободное голосование государственных служащих; люди, голосовавшие несколько раз; неиспользование несмываемых чернил; более позднее, чем нужно по закону, закрытие участков; препятствование независимой проверке результатов; заметные расхождения результатов с данными прошлых выборов, социологических опросов и экзитполов[113].
- Энри Фалькон и Алехандро Фео Ла Крус[исп.], проигравшие выборы в штатах Лара и Карабобо соответственно, признали своё поражение (в отличие от большинства кандидатов от оппозиционной коалиции). Они осудили нарушения на выборах, но в то же время выразили сожаление, что многие избиратели предпочли не пойти на выборы[106].
- Конференция католических епископов Венесуэлы[исп.] в коммюнике, посвящённом региональным выборам, заявила, что выборы были далеки от укрепления институтов демократии свободным голосованием; выразила сожаление, что Национальный избирательный совет занял предвзятую, по мнению Конференции, позицию; осудила перенос избирательных участков, недостаточное число международных наблюдателей на выборах, наделение властными полномочиями представителей правительства в штатах с оппозиционными губернаторами и использование для пропаганды государственных СМИ и административного ресурса[114].
- Директор социологической компании Venebarómetro Эдгар Гутьеррес объявил, что результаты противоречат всем опросам, согласно которым Единая социалистическая партия Венесуэлы оказывалась в меньшинстве[115].

### Другие
- Бывший президент Эквадора Рафаэль Корреа написал в своём твиттере, что Венесуэла отпраздновала демократию, а боливарианская революция одержала наглядную победу на выборах[57].
- Бывший президент Гондураса Мануэль Селайя назвал региональные выборы победой над преступными атаками, организованными США и направленными против демократического народа, ищущего диалога и мира[57].
- Лаура Чинчилья, возглавлявшая Коста-Рику в 2010—2014 годах, охарактеризовала в своём твиттере венесуэльские выборы так: «Сегодняшние результаты выборов — это хроника объявленного мошенничества. Они вызывают возмущение, но не удивляют». Чинчилья также сказала по этому поводу, что диктатуры никогда не проигрывают[116].
- Американская неправительственная правозащитная организация Freedom House осудила перенос избирательных участков и заявила, что «систематическое вмешательство Национального избирательного совета в выборы в воскресенье подтверждает, что нарушения на выборах стали частью государственной политики режима Мадуро по подавлению инакомыслия». Организация охарактеризовала действия Национального избирательного совета как полное пренебрежение демократическими процессами[117].
- Международная правозащитная организация Human Rights Watch назвала венесуэльские выборы сомнительными и напомнила о многочисленных фактах, ставящих оппозицию Венесуэлы в неравные условия. Организация заявила, что международное давление на Венесуэлу с целью восстановления демократии посредством свободных и справедливых выборов под международным наблюдением, а также посредством независимой судебной системы, разделения властей и ответственности за злоупотребления должно продолжиться[118].
- Эквадорский представитель Совета латиноамериканских экспертов по выборам Альфредо Аревало назвал голосование одним из лучших избирательных процессов, проверенным многократно всеми партиями и политическими деятелями[57].